# 飯村幸生
飯村 幸生（いいむら ゆきお、1956年6月17日 - ）は、日本の技術者、実業家。東芝機械代表取締役社長を経て、同社代表取締役会長最高経営責任者、日本工作機械工業会会長。

## 人物・経歴
静岡県沼津市生まれ。1980年同志社大学工学部機械工学科卒業、東芝機械入社。2000年射出成形機技術部長。2004年微細転写事業部長。2006年取締役。2008年取締役技術統括部長。2009年から代表取締役社長を務め、東芝グループからの離脱を行うなどした。2017年代表取締役会長最高経営責任者、日本工作機械工業会会長。2021年日本工作機械工業会相談役。日本産業機械工業会常任幹事なども務めた。